# HD 180555
Désignations
HD 180555 est une étoile binaire de la constellation de l'Aigle. Les deux étoiles ont une période orbitale de 8,95 ans et une excentricité orbitale de 0,43. Un troisième composant se trouve à une séparation angulaire de 8,32, mais n'est pas lié au système binaire.